# Corribert
Corribert je francouzská obec v departementu Marne v regionu Grand Est. Žije zde 64 obyvatel.

## Geografie

### Sousední obce
| Růžice kompasu |                                        |           | Le Baizil     | Růžice kompasu |
| Růžice kompasu | Mareuil-en-Brie                        | Sever     | Montmort-Lucy | Růžice kompasu |
| Růžice kompasu | Mareuil-en-Brie                        | Corribert | Montmort-Lucy | Růžice kompasu |
| Růžice kompasu | Mareuil-en-Brie                        | Jih       | Montmort-Lucy | Růžice kompasu |
| Růžice kompasu | Suizy-le-Franc La Chapelle-sous-Orbais | La Caure  |               | Růžice kompasu |